# Stenichnus godarti
Stenichnus godarti (лат.) — вид мирмекофильных коротконадкрылых жуков рода Stenichnus из подсемейства Scydmaeninae.

## Распространение
Европа (Австрия, Бельгия, Болгария, Великобритания, Германия Дания, Италия, Кипр, Латвия, Норвегия, Польша, Словакия, Франция, Чехия, Швеция).

## Описание
Мелкие коротконадкрылые жуки красновато-коричневого цвета. Отмечены в мирмекофильных связях с муравьями следующих видов: Camponotus herculeanus, Formica rufa, Lasius brunneus, Lasius fuliginosus. Вид был впервые выделен в 1806 году французским энтомологом Пьером Андре Латрейлем (Pierre André Latreille; 1762—1833). Таксон Stenichnus godarti включен в состав рода Stenichnus (вместе с Stenichnus bicolor, Stenichnus collaris, Stenichnus foveola, Stenichnus peezi, Stenichnus pelliceus, Stenichnus pusillus, Stenichnus scutellaris, Stenichnus styriacus), который близок к родам Euconnus и Stenichnoteras, и включён в трибу Cyrtoscydmini из подсемейства Scydmaeninae.